# Hesso von Reinach

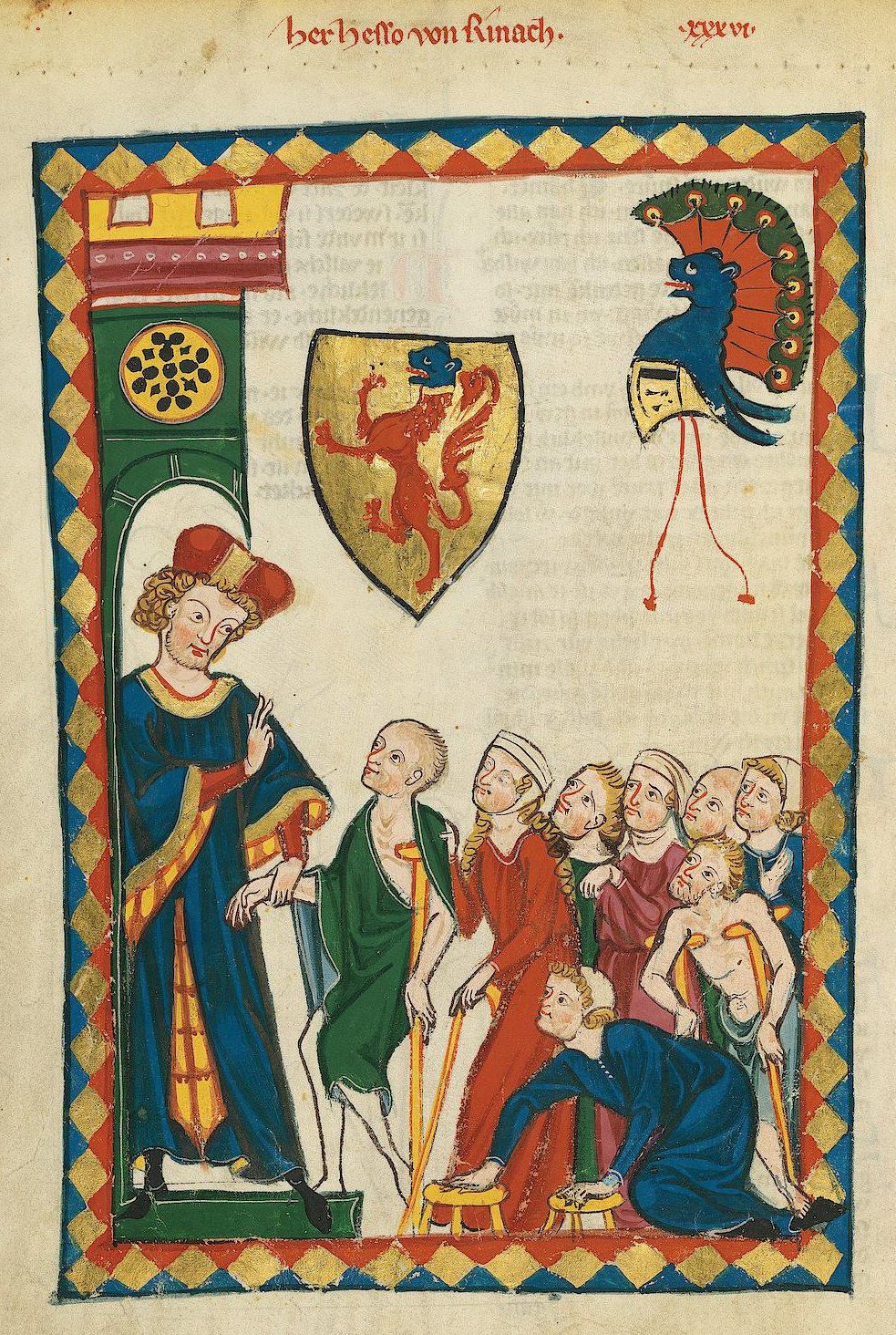
Codex Manesse, Herr Hesso von Reinach

Hesso von Reinach oder her Hesso von Rinach, gelegentlich auch Heß von Reinach, war ein aargauischer Adeliger und Minnesänger.

## Leben und historische Einordnung
Über die historische Person des Herrn Hesso ist wenig bekannt aber es kann als gesichert gelten, dass er einem aargauischen Ministerialengeschlecht zugehörte, welches im Dienste der Habsburger stand. Die Stammburg der von Rinach war wohl die Obere Burg Rinach, nur noch als Ruine erhalten. Als mögliche Kandidaten stehen zwei Vertreter des Geschlechts mit Namen Hesso im Vordergrund, nämlich Hesso I. (urkundlich 1210 nachweisbar) und Hesso II. (* 1234; † zwischen 1276 und 1282). In der Vergangenheit wurde Hesso II. als historische Person favorisiert was jedoch zu Widersprüchen führt, er einerseits ein Karriere-Kleriker war und unter anderem von 1265 bis 1276 am Stift Schönenwerd als Stiftspropst amtete, andererseits im Codex Manesse nicht als Geistlicher, sondern als vornehmer Adliger dargestellt wird. Darum wird Hesso II. nach neuesten Erkenntnissen eher ausgeschlossen und so kommt auch Hesso I. als mögliche historische Person des Minnesängers in Frage, obwohl auch das nicht gesichert ist.

## Dichtung und Werk
Im Codex Manesse sind lediglich zwei Lieder überliefert.

### Liedbeispiel
Klagelîche nôt
klage ich von der minne,
daz si mir gebôt
daz ich mîne sinne
dar bewante dâ man mich verderben wil.
hey minnen spil,
durch dich lîde ich sendes kumbers alze vil

Wengel rôsenvar,
wol gestellet kinne,
ougen lûter klâr,
minneclîchiu tinne
hât si, diu mir krenket leben und lîp.
hey sælic wîp,
dur dîn besten tugende mir mîn leit vertrîp.

Süeze trœsterîn,
trœste mîne sinne
dur die minne dîn.
in der minne ich brinne,
von der minne fiure lîde ich sende nôt.
hey mündel rôt,
wilt du mich niht trœsten, sich, sô bin ich tôt